# Halecia caesia
Halecia caesia es una especie de escarabajo del género Halecia, familia Buprestidae. Fue descrita científicamente por Gory en 1840.